# Cressonia preclara
Cressonia preclara là một loài tò vò trong họ Ichneumonidae.